# Weleetka
Weleetka – miasto w Stanach Zjednoczonych, w stanie Oklahoma, w hrabstwie Okfuskee.